# Китаево (Рязанская область)
Китаево — деревня в Рыбновском районе Рязанской области. Входит в Пионерское сельское поселение.

## География
Находится в западной части Рязанской области на расстоянии приблизительно 27 км на запад-юго-запад по прямой от железнодорожного вокзала в городе Рыбное.

## История
На карте 1850 года показана как Китаева, поселение с 75 дворами. В 1859 году здесь (тогда деревня Зарайского уезда Рязанской губернии) было учтено 80 дворов, в 1897—110.

## Население
Численность населения: 579 человек (1859 год), 859 (1897), 5 в 2002 году (русские 100 %), 4 в 2010.